# Harry Winston
Harry Winston (1 de marzo de 1896 - 8 de diciembre de 1978) fue un joyero estadounidense. Donó el diamante Hope a la Institución Smithsonian en 1958, tras haberlo poseído durante una década. También lo intercambió junto con el diamante Portugués al Smithsonian en 1963 a cambio de 3.800 quilates de pequeños diamantes.
Fundó la compañía Harry Winston, Inc. en la ciudad de Nueva York en 1932, y era popularmente conocido como el "Rey de los Diamantes".

## Historia
El padre de Winston, Jacob, abrió una pequeña joyería en Nueva York. Al igual que su mujer, eran inmigrantes judíos procedentes de Ucrania. De niño, Harry trabajó en la tienda de su padre, y se dice que a los doce años de edad, reconoció una esmeralda de dos quilates en una casa de empeños, la compró por 25 centavos y la vendió dos días después por 800 dólares. Winston abrió su negocio en 1920 y su primera tienda en la ciudad de Nueva York en 1932.
El imperio joyero de Winston comenzó en 1926, con la adquisición de la colección de joyas de Arabella Huntington, por 1,2 millones de dólares. Arabella era la esposa del magnate ferroviario Henry E. Huntington, y había amasado una de las colecciones de joyas más prestigiosas del mundo, principalmente procedente de joyeros parisinos como Cartier. Cuando Winston adquirió la colección tras su muerte, los diseños de las joyas eran bastante anticuados, y decidió rediseñarlas con estilos más modernos, demostrando su singular habilidad para el negocio de la joyería.
A su muerte, Winston dejó la empresa a sus dos hijos, Ronald y Bruce, quienes se enfrascaron en una batalla que duró una década por el control de la compañía. En el año 2000, Ronald, junto con su nuevo socio,  Fenway Partners, compró la parte de Bruce de la empresa por 54,1 millones de dólares.
El 26 de marzo de 2013, Harry Winston, Inc. fue adquirida por el Grupo Swatch de Suiza.

## Legado

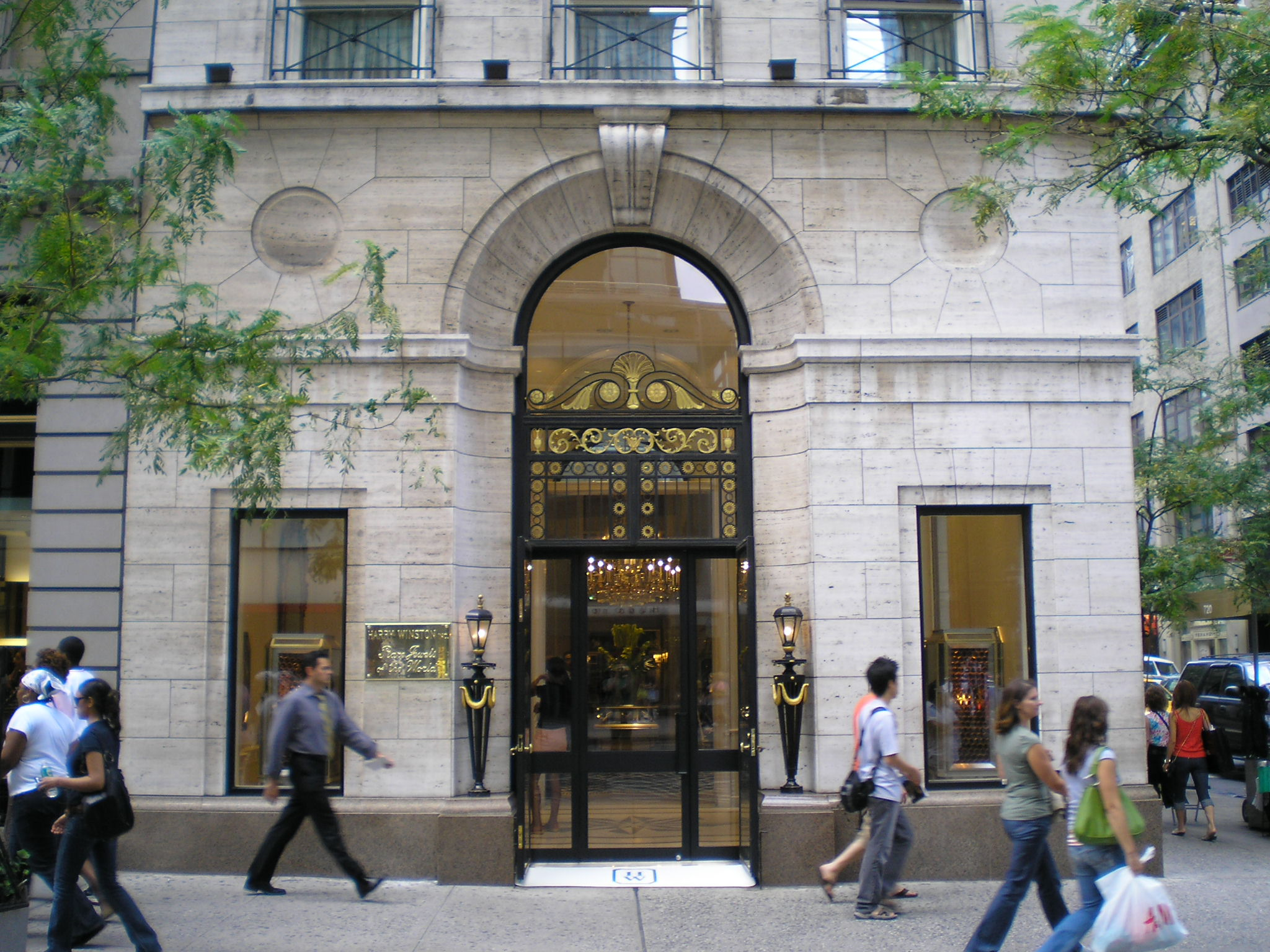
Sede de la compañía Harry Winston en la Quinta Avenida de Manhattan

Winston fue uno de los joyeros más destacados del mundo, muy conocido por el público en general. En la película musical de 1953 "Los caballeros las prefieren rubias", la letra de la canción "Los diamantes son los mejores amigos de una chica" incluye una frase que dice "¡Háblame, Harry Winston, cuéntamelo todo!". La novela cómica de Lauren Weisberger titulada "Chasing Harry Winston" se publicó en mayo de 2008.
La influencia de Winston se extendió significativamente a Hollywood y al mundo de las celebridades. En 1944, fue pionero en la práctica de prestar joyas a las actrices para la ceremonia de los Premios Óscar y otros eventos, comenzando en 1943 con la actriz Jennifer Jones. Esta tradición continuó con numerosas estrellas de Hollywood luciendo joyas de Harry Winston en eventos de alto perfil, incluyendo a Katharine Hepburn, quien lució el Collar de la Inquisición del siglo XV en 1947. Las creaciones de Winston aparecieron en la película de 1946 "Notorious" dirigida por Alfred Hitchcock y en otras películas destacadas, como "El graduado" y "Todos dicen I love you" de Woody Allen.
En 2015, la firma Harry Winston, Inc. operaba 39 joyerías y numerosas tiendas minoristas afiliadas en lugares como Nueva York, Beverly Hills, Las Vegas, Dallas, Honolulu, Bal Harbour, Chicago, y en Costa Mesa , así como en otros países.

## Diamantes conocidos propiedad de Winston
La siguiente relación incluye una breve semblanza de algunas de las gemas más destacables que fueron propiedad de Harry Winston:}}

### A-C
- Los Arcot, dos diamantes inicialmente de 33,7 y 23,65 quilates (6,7 y 4,7 g), fueron tallados de nuevo por Winston, adquiriendo un nuevo peso de 31,01 y 18,85 quilates (6,2 y 3,8 g) respectivamente. Originalmente se pensó que las piedras carecían de defectos, pero cuando Winston las compró y las extrajo de sus engastes descubrió que no lo eran, y decidió tallarlas ligeramente para mejorar su claridad y brillo. Ambas piedras eran brillantes antiguos con forma de pera, incoloros o casi incoloros.
- Los diamantes Anastasia, tres tallas esmeralda con un peso de 42,95 quilates (8,6 g), 30,9 quilates (6,2 g) y 22,88 quilates (4,6 g), todas de color D y claridad impecable. Talladas a partir de un cristal en bruto de 307,3 quilates (61,5 g) que Winston había adquirido en 1972, la gema más grande lleva el nombre de Anastasia Nikoláyevna, hija del zar Nicolás II de Rusia.
- El Ashoka, originalmente un brillante con talla cojín alargado modificado, incoloro, con un peso de 42,47 quilates (8,5 g). Comprado por Winston a un comerciante chino en 1947, posteriormente fue vendido y recomprado varias veces por la firma. La piedra fue retallada ligeramente en 1977 desde su peso original de 42,47 quilates (8,5 g) antes de ser vendida de nuevo como anillo.
- El Corazón Azul, un brillante azul de 30,82 quilates (6,2 g) con forma de corazón. Tras su talla, Cartier lo vendió a la familia Unzúe de Argentina en 1910. Reapareció en París en 1953, donde fue adquirido por una importante familia de la nobleza europea, y posteriormente en 1959 por Harry Winston, quien lo montó en un anillo y lo vendió a Marjorie Merriweather Post, quien posteriormente lo donó al Instituto Smithsoniano.
- El Briolette de la India, un brillante de 90,38 quilates (18,1 g) incoloro con talla briolette.
- El Flor de Maíz Azul, un brillante pera de 31,93 quilates (6,4 g), y un brillante redondo de 12,39 quilates (2,5 g). Ambas piezas habían sido obtenidas a partir una piedra en bruto sudafricana de 158 quilates (31,6 g), que Winston había adquirido en 1958. La piedra más grande se vendió en 1969 como colgante para un collar de diamantes, que Winston recompró dos años después y vendió a un cliente de Oriente Medio. El brillante redondo se engastó como anillo y se vendió en 1969. En 1987, el brillante pera se subastó en Ginebra, Suiza.
- La Condesa Széchényi, un brillante de 62,05 quilates (12,4 g) y color D, en forma de pera. Comprado por Winston en 1959 a su homónimo y tallado a una pieza de 59,38 quilates (11,9 g) impecable. Vendido a un industrial estadounidense en 1966.
- La Corona de Carlomagno, un brillante de 37,05 quilates (7,4 g), azul cielo, de talla antigua europea.

### D-I

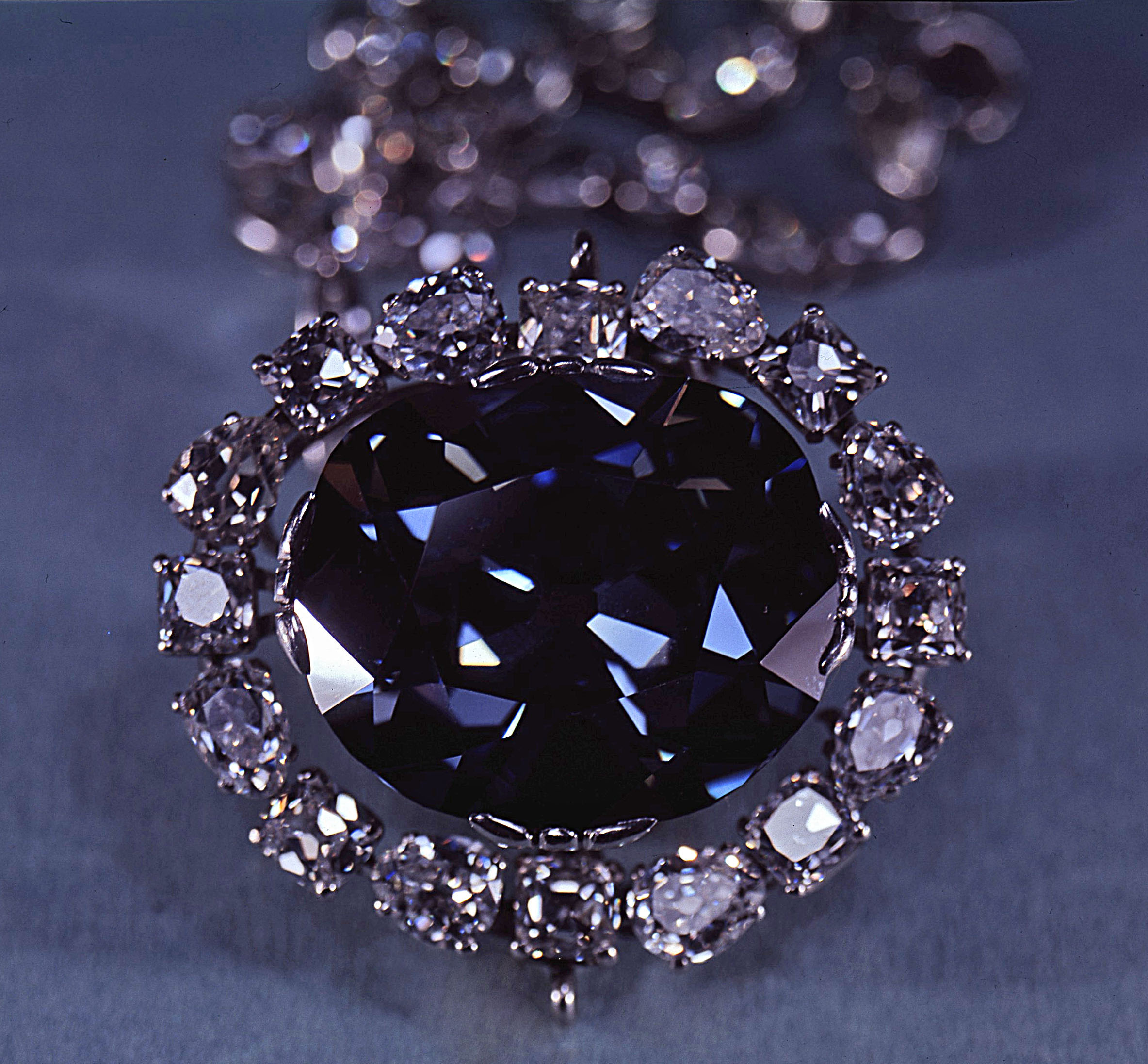
El diamante Hope

- El Endulzante del Trato ("Deal Sweetener"), un diamante de 45,31 quilates (9,1 g) más cuatro piedras más pequeñas, color D y talla esmeralda impecable. En 1974, Winston compró un gran lote de diamantes con un valor de 24.500.000 dólares, la mayor venta individual de diamantes de la historia en aquel momento. Harry Oppenheimer, director de De Beers Consolidated Mines Ltd., organizó la transacción. Cuando Winston le preguntó a Oppenheimer: "¿Qué tal un pequeño detalle para endulzar el trato?", Harry Oppenheimer sacó un diamante en bruto de 181 quilates (36,2 g) de su bolsillo y lo hizo rodar sobre la mesa. Winston recogió la piedra, sonrió y simplemente dijo: "Gracias". Estaba tallada en cinco gemas, la más grande llamada "Endulzante del Trato". Otras gemas obtenidas a partir de la piedra en bruto fueron una talla esmeralda de 24,67 quilates (4,9 g), más tres tallas pera de 10,80, 4,19 y 1,45 quilates (0,3 g), respectivamente. Todas se vendieron ese mismo año.
- Deepdene, un brillante cojín antiguo amarillo de 104,52 quilates (20,9 g). Comprado por Winston en 1954 a Cary W. Bok, vendido al año siguiente a Eleanor Loder, de Canadá. Reapareció en 1971 y se subastó en la subasta Christie's de Ginebra. Esta piedra es también el diamante más grande conocido mejorado mediante un tratamiento de irradiación, lo que mejoró su color.
- La Estrella del Desierto ("Étoile du Désert"), un brillante de 50,67 quilates (10,1 g), color D, en forma de pera. Adquirido por Winston en 1977 y montado en un collar de diamantes. Vendido ese mismo año a un príncipe de Arabia Saudita. El collar contenía más de 250 quilates (50,0 g) de diamantes, entre ellos uno de 16 quilates (3,2 g) y color D, talla marquesa con claridad impecable.
- El Graff Rosa de 24,78 quilates, clasificado como rosa intenso fantasía, con un precio estimado de preventa en la subasta de Sotheby's de noviembre de 2010 de entre 27 y 38 millones de dólares (entre 17 y 24 millones de libras). Sotheby's vendió el raro anillo de diamantes rosas por 46,16 millones de dólares al joyero londinense Laurence Graff.
- El Hope, un brillante antiguo de 45,52 quilates (9,1 g), con un color azul grisáceo oscuro elegante, de forma cojín.[2] Winston compró este diamante en 1949 y lo donó al Smithsonian en 1958. Envió el diamante al museo por correo certificado de primera clase. El paquete en el que envió el diamante Hope forma parte de la colección del Smithsonian.[26]
- El Ojo del Ídolo, un brillante antiguo modificado semitriangular de 70,2 quilates (14,0 g), de color azul claro. Supuestamente visto por primera vez en 1607, cuando la Compañía Británica de las Indias Orientales confiscó la piedra a su dueño, un príncipe persa llamado Ragab, como pago de unas deudas. Resurgió en 1906 en posesión del sultán Abdul Hamid II. La piedra, junto con el diamante Hope y la Estrella de Oriente, fueron robados al sultán por su mensajero y vendidos a casas de empeño francesas. Las piedras estaban destinadas a proporcionar una jubilación cómoda al sultán. Posteriormente, el diamante apareció en la subasta de junio de 1909 celebrada en París por el comerciante de gemas y coleccionista Selim Habib, donde fue adquirido por un noble español. Más adelante pasó a manos de un banco londinense, y finalmente fue adquirida por un comerciante de diamantes holandés, a quien Winston le compró la piedra en noviembre de 1946. El propio Winston vendió el diamante en 1947 a May Bonfils Stanton, hija del editor y cofundador de "The Denver Post". Fue montado como piedra central en un collar de diamantes con otros ochenta y seis diamantes, totalizando 35 quilates (7 g). En 1963, tras el fallecimiento de Bonfils Stanton, la gema se vendió en una subasta en Nueva York. El renombrado joyero Laurence Graff de Londres también ha sido propietario de la piedra.
- Las Peras de Indore, 46,95 y 46,7 quilates (9,4 y 9,3 g), posteriormente talladas hasta adquirir pesos de 44,62 y 44,18 quilates (8,9 y 8,8 g) respectivamente, incoloras, ambas piezas brillantes antiguos en forma de pera. Originalmente propiedad del maharajá Tukoji Rao III de la casa de Holkar, quien se vio obligado a abdicar debido a un escándalo en 1926. A pesar de su abdicación, mantuvo una gran riqueza y conservó los diamantes. Se casó con la estadounidense Nancy Anne Miller en 1928, en medio de una gran publicidad internacional. Miller se convirtió al hinduismo y, tras casarse, fue conocida como la maharaní Shamista Devi Holkar. Winston compró los dos diamantes en 1946 al ex maharajá y a su esposa, quienes los habían lucido en numerosas ocasiones. Las gemas fueron talladas de nuevo, con pesos de 44,62 y 44,18 quilates (8,9 y 8,8 g) y se exhibieron en su exposición "Corte de Joyas". Winston vendió las gemas en 1953 a un cliente de Filadelfia y las recompró en 1958. Posteriormente, fueron vendidas a un cliente de Nueva York y, en 1976, fueron compradas de nuevo a un miembro de la familia real. En 1981 y 1987, los dos famosos diamantes fueron subastados en Ginebra.
- El Isadora, un diamante amarillo de 80 quilates (16,0 g) con un valor de entre 5 y 6 millones de dólares, lucido por primera vez por Whoopi Goldberg en la 74.ª edición de los Premios Óscar, y posteriormente por Kate Hudson y Liliane Montevecchi en la película "How to Lose a Guy in 10 Days" de 2003. En la película, se le llama "Diamante Isadora", en honor a Isadora Duncan. El collar se vendió poco después de terminar el rodaje.[27][28]

### J-M
- El Jonker, un conjunto de doce gemas incoloras de diversas formas, la mayor con un peso de 125,35 quilates (25,1 g). Descubierto como un cristal en bruto de 726 quilates (145,2 g) en enero de 1934 y adquirido por Winston a la Asociación de Productores de Diamantes de Londres en 1935. Fue la primera vez que se cortaba un cristal de diamante de gran tamaño en los Estados Unidos. El diamante más grande, el Jonker I, tenía una talla esmeralda de 142,9 quilates (28,6 g), pero fue tallado de nuevo en 1937 y reducido a 125,35 quilates (25,1 g) para darle un contorno más oblongo. Se dice que Winston amaba la piedra y se negó a venderla durante muchos años, usándola en su lugar para exhibirla en diversas exposiciones benéficas, engastada en un collar de platino con 110 diamantes talla baguette. Vendió la gema en 1951 al rey Faruq de Egipto, quien se exilió al año siguiente llevándose la gema consigo. No se supo nada de ella hasta 1959, cuando se rumoreó que la reina Ratna de Nepa había sido visto usándola, lo que posteriormente se confirmó. También se supo que Faruq vendió el diamante a los reyes de Nepal por un precio de 100.000 dólares. Más adelante, en 1974, se vendió en una subasta en Hong Kong por 4 millones de dólares. Una talla marquesa y diez tallas esmeralda componen los demás diamantes tallados del cristal; las gemas más grandes incluían tallas esmeralda de 41,30 quilates (conocidas como Jonker II), 35,45 quilates (Jonker III), 30,70 quilates (Jonker IV), 25,66 quilates (Jonker V) y 24,41 quilates (Jonker VI). Los Jonkers IV y VI se vendieron a clientes estadounidenses, mientras que los otros tres se vendieron a maharajás indios. La piedra satélite Jonker más pequeña, Jonker XII, una talla esmeralda de 5,3 quilates (1,1 g), se subastó en Nueva York en octubre de 1975.
- El Lesoto, del que se obtuvieron dieciocho diamantes de diversas formas y color marrón pálido. El diamante fue descubierto por Ernestine Ramaboa en mayo de 1967 en las excavaciones de Letseng-la-Terai en Lesoto. El cristal se vendió en una subasta en Maseru a un comerciante sudafricano, quien a su vez lo vendió a un comerciante europeo. Posteriormente, Winston lo adquirió en Ginebra. En 1969, lo mandó cortar en dieciocho piedras, con un total de 242,5 quilates (48,5 g). Las tres gemas más grandes eran una de 71,73 quilates (14,3 g) y talla esmeralda, una de 60,67 quilates (12,1 g) y talla esmeralda, y una de 40,42 quilates (8,1 g) de talla brillante marquesa, llamadas Lesoto I, II y III, respectivamente. La pieza de 40 quilates (8 g) de talla marquesa fue comprada por Aristóteles Onassis para su esposa, Jacqueline Kennedy Onassis. La gema se vendió en una subasta de su patrimonio por más de dos millones de dólares.
- El Libertador, cuatro gemas de 38,88 quilates (7,8 g), 18,12 quilates (3,6 g), 8,93 quilates (1,8 g) y 1,44 quilates (0,3 g), color D, tres de talla esmeralda y una marquesa, respectivamente. Winston compró el cristal venezolano de 155 quilates (31,0 g) en 1943 y cortó cuatro piedras de él. Las tres gemas más pequeñas estaban engastadas en un broche y la más grande estaba montada en un anillo, fue vendida a la ya mencionada May Bonfils Stanton, en 1946. En 1962, Winston readquirió el diamante del patrimonio de la señora Stanton y lo hizo tallar desde su peso original de 39,8 quilates (8 g) a 38,88 quilates (7,8 g). Lo vendió a un cliente estadounidense en 1966, quien lo revendió en una subasta en Nueva York el 7 de diciembre de 1972.
- El Luis XIV, un brillante antiguo en forma de pera, con un peso de 58,6 quilates (11,7 g), color D y claridad impecable. Se dice que la gema perteneció al rey Luis XIV de Francia, pero no se puede verificar nada de su historia antes de que Harry Winston la comprara. Winston compró el diamante en 1958 del patrimonio del heredero de Stellantis North America, Walter Percy Chrysler. Luego lo hizo tallar, pasando de 62 quilates (12,4 g) a una talla de 58,6 quilates (11,7 g) impecable. También obtuvo un zafiro ovalado de 151 quilates (30,2 g) del patrimonio de Foy. En 1959, el diamante se montó como piedra central en una tiara que también contenía seis diamantes más pequeños en forma de pera, con un total de 22 quilates (4,4 g), y 233 diamantes más pequeños, con un total de 120 quilates (24,0 g). El diamante se exhibió en el Museo del Louvre en 1962, junto con el diamante Hope, como parte de la exposición Diez Siglos de Joyería Francesa. En 1963, se retiró de la tiara y se vendió junto con el diamante Winston de 61,8 quilates (12,4 g) a Eleanor Loder, de Canadá, quien lució las dos piedras en un par de pendientes. El Luis XIV se vendió de nuevo en Ginebra en 1981, procedente del patrimonio de Loder.
- El Mabel Boll, un diamante de 44,76 quilates (9 g), casi incoloro, de talla esmeralda alargada. Pesaba originalmente 46,57 quilates (9,3 g) y era propiedad de Mabel Boll, la socialité estadounidense cuyo nombre aparecía con frecuencia en las noticias en la década de 1920. Boll coleccionaba apodos como coleccionaba joyas: en 1921, los periódicos la aclamaron como "la rubia más hermosa de Broadway". Se casó con el magnate colombiano del café, Hernando Rocha, en 1922, quien le regaló joyas por valor de un millón de dólares, principalmente diamantes. La prensa la llamó la "novia de 250.000 dólares al día". Su último apodo, "Reina de los Diamantes", se debía a que solía aparecer en público luciendo todas sus joyas. Se decía que solo los anillos que llevaba en la mano izquierda valían más de 400.000 dólares (7 millones en dólares de 2023). Cuando Boll falleció en 1949, Winston adquirió el gran diamante de talla esmeralda. Según Boll, la piedra se había comprado originalmente a Tiffany & Co.. Winston la recortó ligeramente, hasta alcanzar unas medidas de 1+3/8 por 5/8 de pulgada (3,5 por 1,6 cm), reduciéndola a un peso de 45,67 quilates (9,1 g) y la engastó en un anillo. Posteriormente, se presentó en su exposición "La Corte de las Joyas" antes de ser vendida a un cliente neoyorquino en 1954. Cuando el cliente falleció en 1965, Winston recuperó el diamante, convirtiéndolo en una pieza de 44,76 quilates (9 g) impecable, y lo vendió al año siguiente a un cliente europeo. En ese momento, fue diseñado para usarse como anillo o como piedra central de una pulsera, engastada con 112 diamantes de talla esmeralda más pequeños, que sumaban un total de 65,96 quilates (13,2 g).
- El diamante McLean, una pieza de 31,26 quilates (6,3 g), azul-blanco incoloro, de talla brillante antigua tipo cojín. El diamante fue adquirido por Harry Winston del patrimonio de Evalyn Walsh McLean junto con otras joyas, como el diamante Hope y la Estrella del Este. Vendió el Diamante McLean a Eduardo VIII y a Wallis Simpson (Duques de Windsor) en 1950. La duquesa, coleccionista de joyas, lució la piedra con frecuencia y la conservó hasta su fallecimiento en 1986. Se vendió en una subasta de su patrimonio en abril de 1987 por 3,15 millones de dólares.

### N-Z

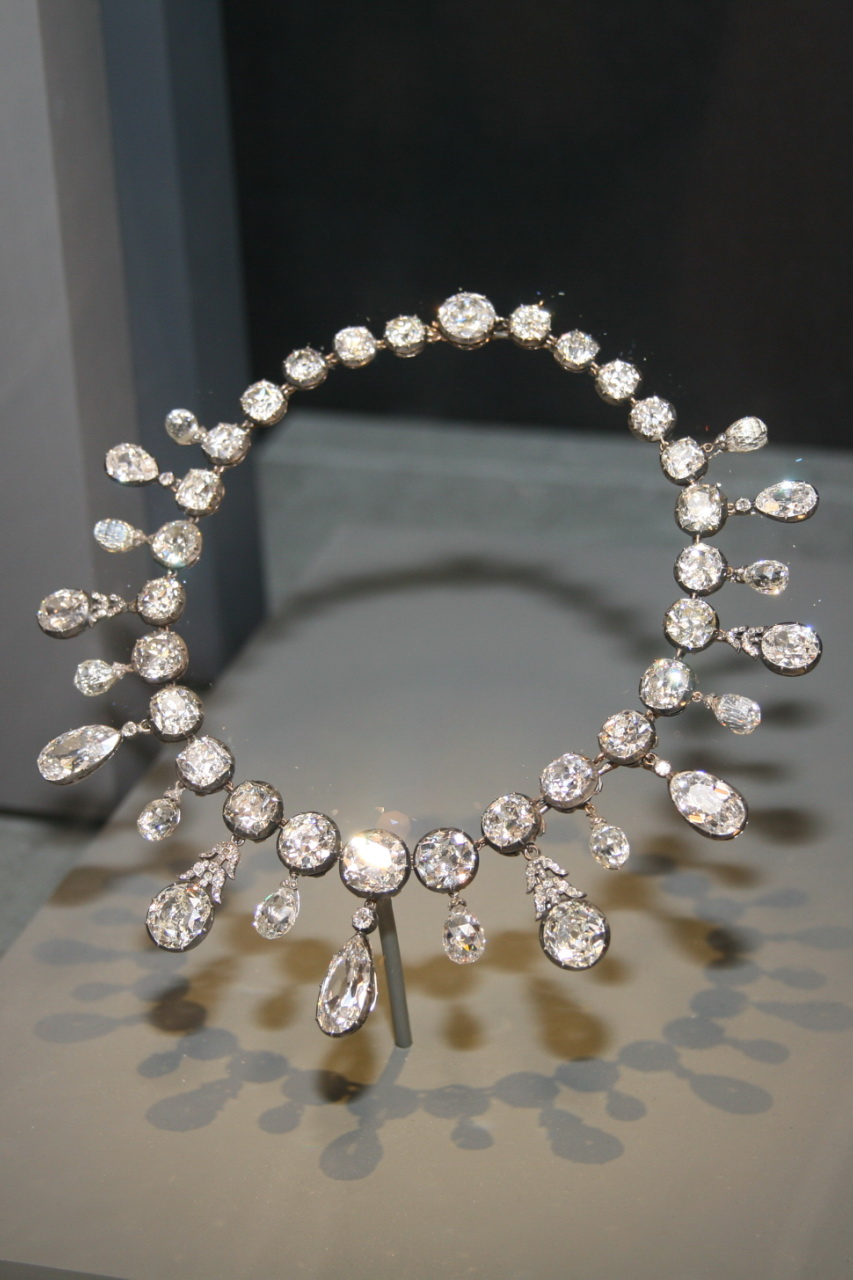
Collar de diamantes de Napoleón

- Collar de diamantes de Napoleón, varias piedras, incoloras, brillantes antiguos talla cojín, brillantes antiguos talla cojín en forma de pera y tallas briolette. Los cuarenta y siete diamantes de este collar pesan un total de 275 quilates (55,0 g). Napoleón se lo regaló a su esposa, la emperatriz María Luisa, princesa de la Casa de Habsburgo, para celebrar el nacimiento de su hijo en marzo de 1811. Cuando María Luisa falleció en 1847, el collar pasó a la esposa de su sobrino, la archiduquesa Sofía de Baviera, quién tras su muerte en 1872 se lo dejó a su tercer hijo, el archiduque Carlos Luis de Austria. El nieto de Carlos Luis, Francisco José II de Liechtenstein, vendió el collar a un coleccionista francés en 1948. Harry Winston compró la pieza en 1960 y se la vendió a Marjorie Merriweather Post dos años después. Post legó el collar al Instituto Smithsoniano, que lo recibió en 1973.
- El diamante Nassak, una piedra incolora de 43,38 quilates (8,7 g) y talla esmeralda, de origen indio. Originalmente era una piedra triangular de talla mogol y 90 quilates (18,0 g), similar en apariencia al diamante Taj-I-Mah. Supuestamente, la piedra fue engastada como el ojo de un ídolo del dios Shiva. Después de la Tercera guerra anglo-maratha en 1817-18, el diamante fue confiscado por el Gobernador General, Lord Hastings, y pasó a formar parte del botín tomado de la India. Bautizado como Nassak, fue enviado a Inglaterra, y sería adquirido en una subasta por los joyeros de la corona Rundell and Bridge en 1831 durante un período de grave depresión económica. Hicieron que la piedra se tallara de nuevo para darle mayor brillo, hasta adquirir un peso de 80,59 quilates (16,1 g), y en el proceso se convirtió en un brillante triangular con muchas facetas de pabellón adicionales. En 1837, fue vendido en una subasta al marqués de Westminster (también compró los diamantes Arcots y el diamante Rey Jorge IV al mismo tiempo). El marqués lo montó en la empuñadura de su espada de gala. El diamante permaneció en la familia Westminster durante casi un siglo. En la década de 1920, fue vendido a un joyero parisino, quien lo llevó a los Estados Unidos en 1926 para su exhibición. La piedra regresó a París, donde fue comprada en 1940 por Winston, quien la hizo tallar de nuevo a su actual forma impecable de corte esmeralda con un peso de 43,38 quilates (8,7 g). Posteriormente, lo vendió a una joyería neoyorquina en 1942. La esposa de William B. Leeds, de Nueva York, adquirió la gema en 1944 y la lució en un anillo. Se vendió en una subasta en Nueva York en 1970.
- El Nepal, un brillante antiguo de 79,41 quilates (15,9 g), incoloro y con forma de pera. No se sabe mucho sobre esta gema. Se cree que es un diamante de Golconda y que perteneció a Jung Bahadur Rana, primer ministro de Nepal, a finales del siglo XIX y permaneció en manos de la realeza nepalí hasta mediados del siglo XX. Winston compró el diamante a un comerciante indio en 1957. En ese momento, lo mandó tallar ligeramente desde su peso original de 79,5 quilates (15,9 g). Se montó en una combinación de colgante y broche y apareció en un artículo sobre diamantes y gemas en la edición de abril de 1958 de la revista "National Geographic", antes de exhibirse en la exposición "Ageless Diamond" de Londres al año siguiente. Ese mismo año, la piedra se vendió a la familia Perfillon-Bertarelli como colgante de un collar de diamantes en forma de V que también contenía 145 brillantes redondos con un peso total de 71,44 quilates (14,3 g).
- El Niarchos, un brillante de talla pera incoloro, de claridad impecable, color D y un peso de 128,25 quilates (25,7 g). La gema se descubrió como un cristal de 427 quilates (85,4 g) en la mina Premier de Sudáfrica en 1954. En 1956, se vendió a Winston por 8,4 millones de dólares. La gema más grande tallada fue un diamante de talla pera con un peso de 128,25 quilates (25,7 g). Ese mismo año, fue adquirido por Stavros Niarchos, constructor naval e industrial griego, cuyo nombre lleva actualmente. También se tallaron en bruto un diamante marquesa de 27,62 quilates (5,5 g) y un diamante de talla esmeralda de 40 quilates (8 g), que igualmente fueron adquiridos por Niarchos.
- El diamante Oppenheimer, un cristal amarillo claro sin tallar, con un peso de 253,7 quilates (50,7 g). El Oppenheimer se descubrió en 1964 en la mina Dutoitspan, cerca de Kimberley (Sudáfrica). La piedra es conocida por  estar extraordinariamente bien formada. Winston adquirió la gema el mismo año de su hallazgo y la donó al Instituto Smithsoniano en memoria de Ernest Oppenheimer, presidente de la junta directiva de De Beers Consolidated Mines Ltd. de 1929 a 1957.
- Porter Rhodes, un diamante de 53 quilates (10,6 g), incoloro y de corte Asscher.
- El Portugués, una pieza de 127,01 quilates (25,4 g), de color amarillo pálido con intensa fluorescencia azul y talla esmeralda antigua.[29]
- Qamar-I-Sultana, una piedra de 44 quilates (8,8 g), incolora y de talla marquesa.
- El zafiro reina María de Rumanía, una talla cojín de 478,68 quilates procedente de Sri Lanka. Engastada y reajustada por Cartier a principios del siglo XX, forma un colgante con forma de gota. En 2003, se convirtió en el zafiro más grande jamás subastado.[30]
- Collar de la Inquisición española, un collar con diamantes y esmeraldas, bautizado así por Winston. Fue adquirido de Yashvantrao II, el Maharajá de Indore, en 1947 y posteriormente vendido a Cora Hubbard Williams en 1955.[31]
- La Estrella del Este, una piedra de 94,78 quilates, con forma de pera, color D y claridad VS2, que Winston adquirió del patrimonio de Evalyn Walsh McLean.
- El Vargas, un diamante de 726,6 quilates (145,3 g) en bruto que posteriormente se cortó en 29 piedras bajo la dirección de Harry.[32]